# Józef Staniewski
Józef Staniewski (biał. Іосіф Станеўскі, Iosif Stanieuski; ur. 4 kwietnia 1969 w Zaniewiczach) – białoruski duchowny rzymskokatolicki polskiego pochodzenia, biskup pomocniczy grodzieński w latach 2014–2021, sekretarz generalny Konferencji Episkopatu Białorusi od 2015, arcybiskup metropolita mińsko-mohylewski od 2021.

## Życiorys

### Młodość i prezbiteriat
Urodził się 4 kwietnia 1969 w Zaniewiczach na Grodzieńszczyźnie. Ukończył gimnazjum w Łucku, gdzie otrzymał świadectwo dojrzałości. Następnie odbył studia na uczelni wojskowo-technicznej, po których w latach 1987-1989 służył w Armii Radzieckiej.
W 1990 zgłosił się jako jeden z pierwszych chętnych na studia w założonym w tym samym roku Wyższym Seminarium Duchownym w Grodnie. Święcenia kapłańskie otrzymał 17 czerwca 1995. Następnie pracował jako wikariusz w parafii św. Wacława w Wołkowysku. Po ponad rocznej posłudze duszpasterskiej został skierowany na Katolicki Uniwersytet Lubelski, gdzie otrzymał tytuł magistra z prawa kanonicznego. W 1999 został prefektem, a 23 czerwca 2005 – rektorem Wyższego Seminarium Duchownego w Grodnie. Od 2000 jest sędzią, a od 2005 – wiceoficjałem Międzydiecezjalnego Sądu Kościelnego w Grodnie.
Jest członkiem rady biskupiej oraz kolegium konsultorów diecezji grodzieńskiej. W latach 2007–2013 był odpowiedzialny za formację duszpasterską młodych kapłanów w diecezji grodzieńskiej. Od 2009 sprawuje funkcję koordynatora krajowego duszpasterstwa powołań przy Konferencji Episkopatu Białorusi. W 2012 otrzymał tytuł kapelana Jego Świątobliwości.

### Episkopat
29 listopada 2013 papież Franciszek mianował go biskupem pomocniczym diecezji grodzieńskiej ze stolicą tytularną Tabaicara. Sakrę biskupią otrzymał 1 lutego 2014 w katedrze grodzieńskiej.
W ramach Konferencji Episkopatu Białorusi został 3 czerwca 2015 sekretarzem generalnym Konferencji Episkopatu.
14 września 2021 papież Franciszek przeniósł go na urząd arcybiskupa metropolity archidiecezji mińsko-mohylewskiej na Białorusi. 29 czerwca 2022 roku papież Franciszek wręczył mu paliusz metropolitalny. 